# Shambīrān
Shambīrān (persiska: شمبيران, شميران) är en ort i Iran.   Den ligger i provinsen Hormozgan, i den sydöstra delen av landet, 1 200 km söder om huvudstaden Teheran. Shambīrān ligger 16 meter över havet och antalet invånare är 117.
Terrängen runt Shambīrān är huvudsakligen platt, men åt nordost är den kuperad. Terrängen runt Shambīrān sluttar västerut.Runt Shambīrān är det ganska glesbefolkat, med 25 invånare per kvadratkilometer. Närmaste större samhälle är Harangān, 9,5 km norr om Shambīrān. Trakten runt Shambīrān är ofruktbar med lite eller ingen växtlighet.